# Emiliano Zapata
Emiliano Zapata Salazar (Anenecuilco, 1879. augusztus 8. – Chinameca, 1919. április 10.) a mexikói forradalom egyik vezére volt. Gyakran emlegették „El Caudillo del Sur”, azaz „A Déli Vezér” néven.

## Élete

### Származása, fiatal évei
Emiliano Zapata Anenecuilco faluban, Morelos szövetségi államban született. Szülei, Gabriel Zapata és Cleofas Salazar, indián, illetve fehér származásúak voltak, a család földjeiből és állatok adásvételéből élt szerény körülmények között. A fiatal Zapata csak az általános iskolát végezte el. Amikor 16 éves volt, elvesztette anyját, 11 hónappal később pedig apját is. Bár öröksége nem volt gazdag, ahhoz elegendő volt, hogy ne kelljen beállnia valamelyik környező gazdag haciendára peónnak.
A „földéhes” morelosi birtokosok azonban lassacskán elvették a helyi parasztok földjeit, és nagyrészt cukornádat kezdtek termelni rajta, aminek a 20. század elején világszerte igen nagy kereslete volt. Zapatát, aki fiatalon szívesen látogatott jaripeókat, bikafuttatásokat és kakasviadalokat is, eleinte nem érintették az erőszakos földkisajátítások, de hamar látni kezdte környezetében a Díaz-rendszer kizsákmányoló mivoltát. A helyzet súlyosbodása miatt 1906-ban ellenállási mozgalmat kezdett szervezni. Megtorlásul 1908-ban besorozták a cuernavacai 9. hadseregbe, ahonnan azonban alig több mint egy év szolgálat után távozhatott. 1909. szeptember 12-én az Anenecuilcói Földvédő Junta (Junta de Defensa de las Tierras de Anenecuilco) elnökévé választották. Mivel emellett a Morelos állam kormányzói tisztségéért történő versengésben is az ellenzéki Patricio Leyvát támogatta, hamar kivívta a rendszer képviselőinek ellenszenvét.

### Forradalmi tevékenysége
Amikor 1910-ben kitört a forradalom, Zapata is a maderista forradalmárokhoz csatlakozott, mivel elnyerték tetszését a San Luis-tervben megfogalmazott követelések a mezőgazdasági munkások számára. Hiába győzött azonban a maderista felkelés, az ígért földosztás nem történt meg, ráadásul a porfirista nagybirtokosok fegyveres serege is megmaradt, és azt követelte, a parasztcsapatok tegyék le a fegyvert. Zapata azonban nem tett így: újjászervezte csapatait, és elfoglalta Yautepecet, Cuautlát és Cuernavacát.
1911-ben kiadta az úgynevezett Ayala-tervet, amelyben megfogalmazta a parasztok követeléseit, mindenekelőtt a tőlük elvett földek visszaszerzését. Szembekerült a Madero-kormánnyal is, ezért az elnök távozását is követelte. De ugyancsak szemben állt a Madero-kormányt követő Victoriano Huerta, majd Venustiano Carranza vezette kormányzattal is. Híveivel az általuk uralt területen felszámolták a nagybirtokok rendszerét, földet osztottak, kisajátították a cukornádtermesztő haciendákat és egy nagy papírgyárat, mezőgazdasági bankot alapítottak, valamint számos iskolát nyitottak gyermekek és felnőttek képzésére egyaránt.
1914-ben került sor az aguascalientesi forradalmi gyűlésre, ahol a forradalmárok három fő csoportja próbált megegyezni a közös célokról. A gyűlés elfogadta az Ayala-tervben megfogalmazottakat, és ideiglenes elnökké választotta Eulalio Gutiérrezt. Mivel Zapata, Pancho Villa és híveik támogatták a gyűlés eredményeit, Carranza viszont nem, így a polgárháború tovább mélyült.

## Halála
1919 elejére a Carranza-kormány csapatai elfoglalták Morelos állam zapatisták által uralt legfontosabb városait, köztük Tlaltizapánt is, ahol a főhadiszállásuk volt. A zapatista csapatok felhúzódtak a hegyekbe, és nem harcoltak tovább, sokan meg is adták magukat. Zapata és Carranza ellentétét súlyosbította az az 1919. március 17-i keltezésű nyílt levél, amit Zapata írt az elnöknek, és amelyben azzal vádolta a kormányt, hogy a földosztás elmaradt, a mezőgazdaságot nem fejlesztették, hatalmas a korrupció, a választás nem szabad, a rendszer pedig diktatórikus. Carranza ezek után elhatározta, végleg leszámol Zapatával.
Zapatához olyan hírek jutottak el, hogy a morelosi kormányhű tábornok, Pablo González Garza és Jesús Guajardo ezredes között jelentős a feszültség. Ezért Zapata levélben fordult Guajardóhoz, és arra kérte, csatlakozzon hozzájuk. A levelet azonban González elfogta, és a benne olvasottakra alapozva csapdát állított Zapatának. Mivel a González és Guajardo közötti viszály nem volt valós, a két katonai vezető együttműködött a terv kivitelezésében. Guajardo úgy tett, mintha elfogadná Zapata felkérését, levelezésükben dicsérő szavakkal illették egymást, majd Zapata megbízta Guajardót, hogy foglalja vissza Jonacatepecet és végezzen a zapatistáktól elpártolt Victoriano Bárcenas csapataival. Április 9-én Guajardo a Jonacatepecet birtokló, valójában vele szövetséges kormányerők segítségével eljátszotta, mintha véres harc árán sikerült volna elfoglalnia a várost. Zapata gratulált a győzelemhez, majd megegyeztek, másnap a chinamecai haciendában találkoznak egy fegyverüzlet miatt.

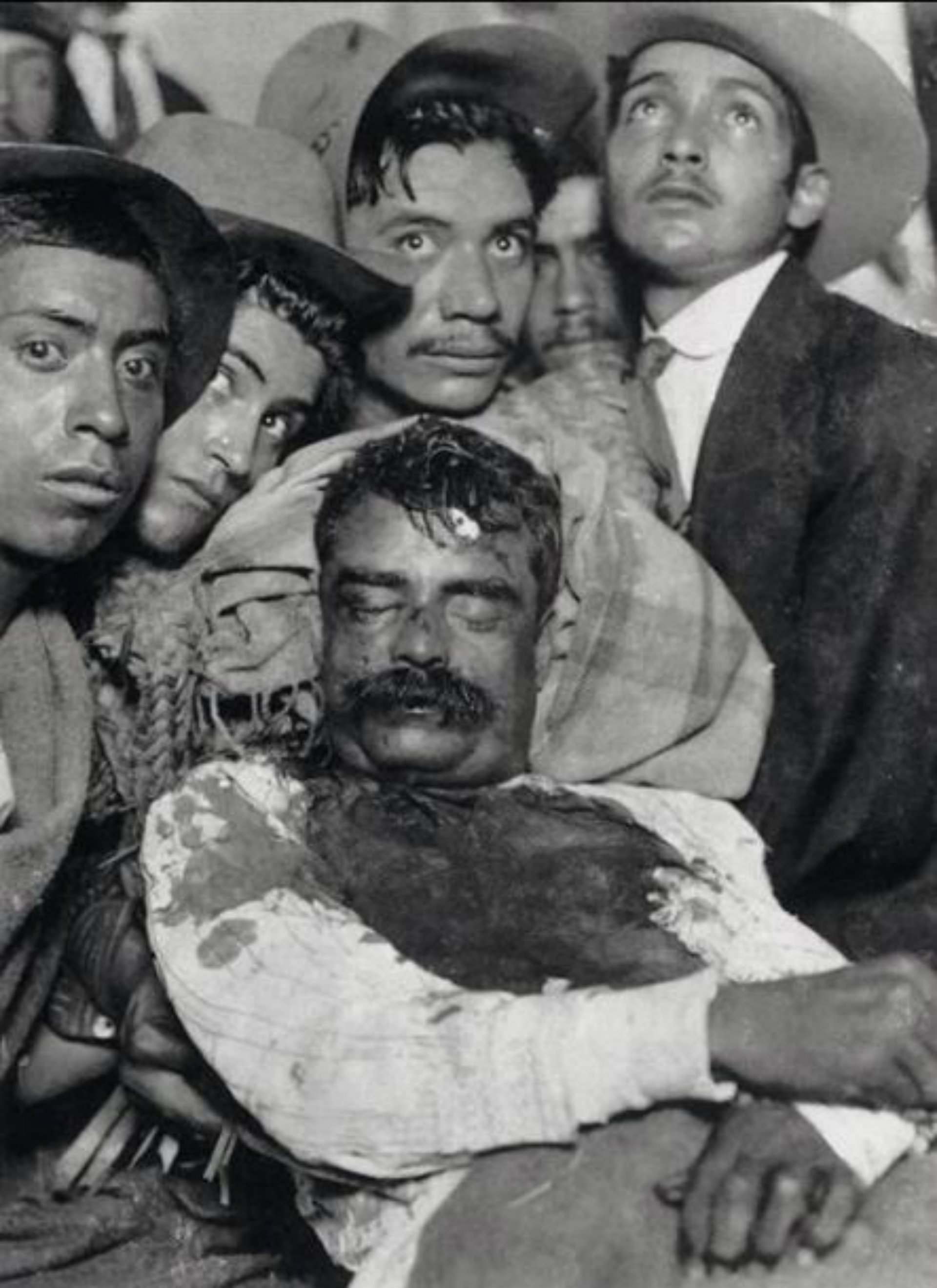
Emiliano Zapata holtteste közszemlére téve Cuautlában

Április 10-én reggel 8 órakor Zapata és emberei meg is érkeztek a helyszínre. Ekkor elterjedt a hír, hogy az ellenség közelít, ám ez később hamisnak bizonyult. Amíg a zapatisták egy képviselője a fegyverek átvételéről tárgyalt, addig Guajardo ebédre hívta Zapatát. Ő először nem akart beleegyezni, végül délután 2 óra táján elrendelte, hogy 10 embere kísérje el, a többiek csőre töltött fegyverrel húzódjanak meg a fák árnyékában. Amikor Zapata az ajtóhoz ért, Guajardo lesben álló katonái közvetlen közelről agyonlőtték.
Holttestét beinjekciózták, hogy egy ideig ne induljon bomlásnak, és megvizsgálták: néhány régi sebhely mellett 7–9 lőtt sebet találtak rajta. Egyet a jobb szeme felső részénél, egyet a bal kezén, a többit a mellkasán. A testet egy régi stílusú parasztruhához hasonló öltözetbe bújtatták, és több napra közszemlére tették ki Cuautla városában. Emberek, „zarándokok” sokasága érkezett megnézni a halott vezért, és bár sokan egyértelműen azonosították, hogy a test valóban az övé, mégis voltak, akik nem akarták elhinni a „legyőzhetetlen” Zapata halálát, így elterjedt a szóbeszéd, hogy akit holtan láttak, az valójában valaki más, aki csak hasonlít rá, ő maga pedig Arábiába menekült.

## Emlékezete és hatása
Emiliano Zapatát sokan az elnyomottak és szegények védelmezőjeként tartják számon és hősként tisztelik. Hatása mindmáig érezhető, egyes radikális neozapatista csoportok még a 21. században is sajátos eszközökkel harcolnak a globalizmus és a neoliberalizmus ellen. A 20. század végén létrejött a Zapatista Nemzeti Felszabadító Hadsereg, amely 1994 első napjaiban Chiapas államban zapatista lázadást robbantott ki. A lázadást a kormányerők gyorsan leverték, de jó néhány chiapasi falu ma is zapatista irányítás alatt áll. Az itt lakók eszméi keverednek a kommunistákéival, jelképeik között szerepel a vörös csillag is.

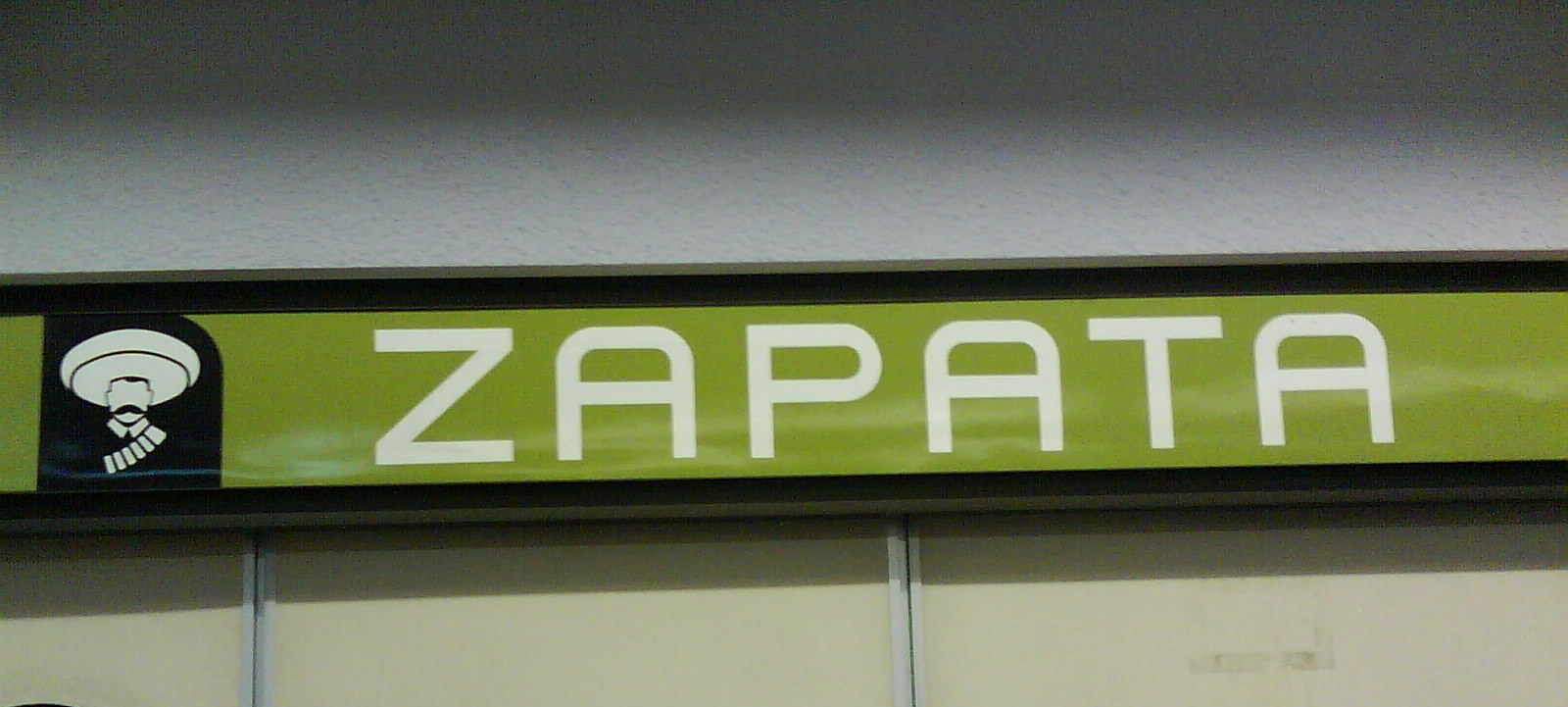
A mexikóvárosi Zapata metróállomás jele és felirata

Zapata életéről több film is készült. 1952-ben mutatták be az Elia Kazan rendezte Viva Zapata! című filmet, amelyben Zapata szerepét Marlon Brando játssza, 2004-ben pedig a Zapata, el sueño del héroe címűt, ahol Alejandro Fernández formálja meg a főhőst. Ez utóbbi 10 millió dolláros befektetéssel készült, így az addig készült legdrágább mexikói film lett.
Zapatáról országszerte számos települést is elneveztek: több mint 400 helység nevében szerepel az Emiliano Zapata név, köztük olyan városok is vannak, mint a 2010-ben közel 50 000 lakosú Emiliano Zapata Morelos államban, és a 25 000 lakosú Emiliano Zapata México állam La Paz községében. Települések mellett elneveztek róla intézményeket, utcákat, Mexikóvárosban pedig egy metróállomást is, ahol a 3-as és a 12-es vonal keresztezi egymást.